# Linha 5 (Metro de São Petersburgo)

Frunzensko-Primorskaia linha

 A Frunzensko-Primorskaia linha (em russo:  Фру́нзенско-Примо́рская ли́ния), também conhecida como linha 5, vai ser uma das linhas constituintes do metro de São Petersburgo, na Rússia, a partir do ano de 2008. Esta vai nascer da linha 4. Tem ao todo 9 estações.